# International Standard Identifier for Libraries and Related Organizations
ISIL (англ. International Standard Identifier for Libraries and Related Organizations) представляет собой универсальный идентификатор (условное обозначение) для библиотек и родственных им организаций, присваивается национальными агентствами Регистрационного комитета Международной организации по стандартизации (ISO), в соответствии со стандартом ISO 15511. В настоящее время используется преимущественно для формирования идентификатора для документов библиотечного фонда в системах автоматизации библиотек на основе технологии RFID, в соответствии со стандартом ISO 28560. Российским агентством Регистрационного комитета ISO по присвоению кодов ISIL является ГПНТБ России.

## Структура кода ISIL
Код ISIL представляет собой символьный идентификатор переменной длины. Максимальное число символов в идентификаторе может быть 16. В качестве символов могут быть использованы арабские цифры (0 — 9), не модифицированные буквы латинского алфавита (a — z), а также специальные символы: «/», «-», ": ". Модифицированные символы латинского алфавита, а также символы других национальных алфавитов не могут использоваться в составе кода. Каждый буквенный символ должен использоваться без учёта регистра, чтобы оставаться уникальным в нормализованном представлении символов кода, в соответствии со стандартом ISO/IEC-10646-1.
Каждый код ISIL состоит из двух компонентов: префикса и уникального идентификатора, разделённых символом дефиса («-»). Символ дефиса является обязательным символом кода ISIL.
Префикс представляет собой код страны, в которой находилась библиотека или родственная ей организация на момент присвоения ISIL. Код страны состоит из двух букв латинского алфавита, присваиваемых в соответствии с ISO 3166-1 alpha-2 (ГОСТ 7.67-2003). Если библиотека имеет филиалы или подразделения в других странах, код ISIL присваивается в соответствии с расположением головного офиса.
Уникальный идентификатор может быть цифробуквенным и присваивается в соответствии с национальными системами идентификации библиотек. В России для формирования кода ISIL используется система условных обозначений органов научно-технической информации и библиотек, входящих в состав Государственной системы научно-технической информации (ГСНТИ).

## Представление кода ISIL
При указании кода в документах, презентациях и т. д. ему должно предшествовать наименование «ISIL», отделённое от кода пробелом. Например:
Стандарт ISO 15511 не определяет форматов хранения кода в компьютерных системах и базах данных, но определяет представление кода для чтения людьми как:
ISIL «префикс»-«идентификатор».

Код ISIL должен оставаться уникальным, независимо от представления в верхнем или нижнем регистре клавиатуры.